# کبک محمدرضا
کبک محمدرضا، روستایی از توابع بخش چلو شهرستان اندیکا در استان خوزستان ایران است.

## جمعیت
این روستا در دهستان للر و کتک قرار دارد و براساس سرشماری مرکز آمار ایران در سال ۱۳۸۵، جمعیت آن ۱۰۲ نفر (۱۶خانوار) بوده‌است.